# Рязанки
Рязанки — деревня в Киржачском районе Владимирской области России, входит в состав Горкинского сельского поселения.

## География
Деревня расположена на берегу реки Шерна в 3 км на север от центра поселения посёлка Горка и в 14 км на север от райцентра города Киржач.

## История
В XIX — начале XX века деревня входила в состав Махринской волости Александровского уезда, с 1926 года — в составе Киржачской волости. В 1859 году в деревне числилось 23 двора, в 1905 году — 30 дворов, в 1926 году — 45 дворов.
С 1929 года деревня входила в состав Бельковского сельсовета Киржачского района, с 1971 года — в составе Илькинского сельсовета, с 2005 года — в составе Горкинского сельского поселения.

## Население
| 1859 | 1905 | 1926 | 2002 | 2010 | 2021 |
| ---- | ---- | ---- | ---- | ---- | ---- |
| 138  | ↗191 | ↗233 | ↘35  | ↘26  | ↗89  |